# リーパー (護衛空母)
|          |                                             |
| 艦歴     |                                             |
| 発注     |                                             |
| 起工     | 1943年6月5日                                |
| 進水     | 1943年11月22日                              |
| 就役     | 1944年2月18日                               |
| 退役     | 1946年7月2日                                |
| 除籍     |                                             |
| その後   | 民間へ売却                                  |
| 性能諸元 |                                             |
| 排水量   | 7,800トン                                   |
| 全長     | 495' 8" (151.1 m)                           |
| 全幅     | 69' 6" (21.2 m)                             |
| 吃水     | 26' (7.9 m)                                 |
| 機関     | 蒸気タービン1軸推進、8,500shp               |
| 最大速   | 17.5 ノット                                 |
| 航続距離 |                                             |
| 乗員     | 士官、兵員890名                             |
| 兵装     | 5インチ砲2門、連装40mm機銃4基、20mm機銃10基 |
| 搭載機   | 28                                          |

ウィンジャー (USS Winjah, AVG/ACV/CVE-54) は、アメリカ海軍の護衛空母。ボーグ級航空母艦の1隻。

## 艦歴
ウィンジャーは海事委任契約の下ワシントン州タコマのシアトル・タコマ造船所で1943年6月5日に起工し、6月23日にレンドリース法に基づきイギリス海軍への移管が指定される。1943年7月15日に CVE-54（護衛空母）に艦種変更され、11月22日に進水する。1944年2月18日にイギリス海軍に移管され、リーパー (HMS Reaper, D82) と改名される。第二次世界大戦を通じてイギリス海軍で運用された。
1946年5月13日にバージニア州ノーフォークでアメリカ海軍に返還され、5月20日に退役する。6月14日に廃棄処分が決定し、7月8日に除籍、1947年2月12日にアラバマ州モービルのウォーターマン・スチームシップ社に売却され、サウス・アフリカ・スター (South Africa Star) と改名された。その後1967年に日本でスクラップとして廃棄された。